# Julie Ditty
Julie Ditty (* 4. Januar 1979 in Atlanta, Georgia; † 31. August 2021) war eine US-amerikanische Tennisspielerin. Sie starb an den Folgen ihrer Brustkrebserkrankung.

## Karriere
Im Einzel kam Ditty bei Grand-Slam-Turnieren nie über die erste Runde hinaus, während sie im Doppel 2008 das Achtelfinale der US Open erreichte. Im Jahr darauf spielte sie ihre einzige Partie für die Fed-Cup-Mannschaft der Vereinigten Staaten; an der Seite von Liezel Huber gewann sie ihr Doppel beim 3:2-Sieg über Argentinien.
Insgesamt gewann sie neun Einzel- und 30 Doppeltitel bei ITF-Turnieren. Im Doppel erreichte sie 2009 mit Platz 66 auch ihre höchste Position in der Weltrangliste.
2002 erwarb sie einen Abschluss in Early Childhood Education an der Vanderbilt University.
2009 wurde sie in die Vanderbilt Athletics Hall of Fame und 2013 in die Kentucky Athletic Hall of Fame aufgenommen.

## Turniersiege

### Einzel
| Nr. | Datum          | Turnier            | Kategorie   | Belag             | Finalgegnerin       | Ergebnis       |
| --- | -------------- | ------------------ | ----------- | ----------------- | ------------------- | -------------- |
| 1.  | Juli 2001      | Waco               | ITF $10.000 | Hartplatz         | Jahnavi Parekh      | 6:4, 6:2       |
| 2.  | September 2002 | Raleigh            | ITF $10.000 | Sand              | Neyssa Etienne      | 7:5, 3:6, 6:4  |
| 3.  | Oktober 2002   | Winter Park        | ITF $10.000 | Sand              | Vladimíra Uhlířová  | 6:2, 4:6, 6:4  |
| 4.  | Juni 2006      | Houston            | ITF $10.000 | Hartplatz (Halle) | Petra Rampre        | 6:4, 6:74, 6:3 |
| 5.  | Juni 2006      | Hilton Head Island | ITF $10.000 | Hartplatz         | Madison Brengle     | 6:3, 6:2       |
| 6.  | Februar 2007   | Palm Desert        | ITF $25.000 | Hartplatz         | Angelique Kerber    | 6:1, 6:0       |
| 7.  | April 2007     | Sea Island         | ITF $50.000 | Sand              | Anda Perianu        | 6:3, 6:2       |
| 8.  | Oktober 2007   | Lawrenceville      | ITF $50.000 | Hartplatz         | Angela Haynes       | 7:66, 6:4      |
| 9.  | September 2008 | Albuquerque        | ITF $75.000 | Hartplatz         | Rossana de los Ríos | 6:4, 7:63      |

### Doppel
| Nr. | Datum          | Turnier          | Kategorie   | Belag             | Partnerin            | Finalgegnerinnen                       | Ergebnis          |
| --- | -------------- | ---------------- | ----------- | ----------------- | -------------------- | -------------------------------------- | ----------------- |
| 1.  | Juli 2001      | Edmond           | ITF $10.000 | Hartplatz         | Michelle Dasso       | Ilke Gers Tracey O’Connor              | 6:4, 7:5          |
| 2.  | September 2002 | Raleigh          | ITF $10.000 | Sand              | Michelle Dasso       | Erica Krauth Vanessa Krauth            | 7:64, 6:3         |
| 3.  | Oktober 2002   | Winter Park      | ITF $10.000 | Sand              | Michelle Dasso       | Marilyn Baker Ioana Plesu              | 6:2, 6:1          |
| 4.  | Juni 2003      | Edmond           | ITF $10.000 | Hartplatz         | Kelly McCain         | Angela Haynes Jacqueline Trail         | 6:3, 6:3          |
| 5.  | August 2003    | Louisville       | ITF $50.000 | Hartplatz         | Lisa McShea          | Teryn Ashley Shenay Perry              | 7:64, 6:75, 6:3   |
| 6.  | Februar 2004   | Boca Raton       | ITF $10.000 | Hartplatz         | Allison Bradshaw     | Natalia Dziamidzenka Sania Mirza       | 6:3, 6:1          |
| 7.  | August 2004    | Louisville       | ITF $50.000 | Hartplatz         | Edina Gallovits      | Claire Curran Natalie Grandin          | 1:6, 6:4, 6:2     |
| 8.  | Oktober 2004   | Lafayette        | ITF $25.000 | Sand              | Kristen Schlukebir   | Natalie Grandin Arpi Kojian            | 6:2, 7:5          |
| 9.  | Januar 2005    | Tampa            | ITF $10.000 | Hartplatz         | Vladimíra Uhlířová   | Cory-Ann Avants Kristen Schlukebir     | 6:1, 6:2          |
| 10. | Januar 2005    | Miami            | ITF $10.000 | Hartplatz         | Vladimíra Uhlířová   | Melanie Marois Sarah Riske             | 6:3, 2:6, 7:63    |
| 11. | Februar 2005   | Rockford         | ITF $25.000 | Hartplatz (Halle) | Vladimíra Uhlířová   | Joana Cortez Swetlana Kriwentschewa    | 3:6, 7:5, 7:5     |
| 12. | Juni 2005      | Allentown        | ITF $25.000 | Hartplatz         | Ansley Cargill       | Cory-Ann Avants Kristen Schlukebir     | 6:2, 6:3          |
| 13. | September 2005 | Albuquerque      | ITF $75.000 | Hartplatz         | Milagros Sequera     | Romana Tedjakusuma Napaporn Tongsalee  | 6:3, 6:76, 7:62   |
| 14. | Oktober 2005   | Troy             | ITF $50.000 | Hartplatz         | Milagros Sequera     | Salome Devidze Mandy Minella           | 6:2, 6:2          |
| 15. | Februar 2006   | Saint Paul       | ITF $50.000 | Hartplatz (Halle) | Milagros Sequera     | Eva Hrdinová Michaela Paštiková        | 4:6, 7:65, 6:2    |
| 16. | August 2006    | Bronx            | ITF $50.000 | Hartplatz         | Natalie Grandin      | Lucie Hradecká Michaela Paštiková      | 6:1, 7:62         |
| 17. | September 2006 | Albuquerque      | ITF $75.000 | Hartplatz         | Milagros Sequera     | Christina Fusano Aleke Tsoubanos       | 6:1, 6:4          |
| 18. | Oktober 2006   | Ashland          | ITF $50.000 | Hartplatz         | Milagros Sequera     | Ashley Harkleroad Ágnes Szávay         | 6:3, 5:7, 6:2     |
| 19. | Oktober 2006   | Houston          | ITF $50.000 | Hartplatz         | Tetjana Luschanska   | Laura Granville Carly Gullickson       | 6:4, 4:6, 7:5     |
| 20. | November 2006  | Lawrenceville    | ITF $50.000 | Hartplatz         | Leanne Baker         | Christina Fusano Aleke Tsoubanos       | 7:65, 6:4         |
| 21. | Februar 2007   | Palm Desert      | ITF $25.000 | Hartplatz         | Edina Gallovits      | Natalie Grandin Raquel Atawo           | 6:2, 6:1          |
| 22. | März 2007      | Redding          | ITF $25.000 | Hartplatz         | Chan Chin-wei        | Jorgelina Cravero Hsieh Su-wei         | 6:3, 6:2          |
| 23. | Juni 2008      | Surbiton         | ITF $50.000 | Rasen             | Abigail Spears       | Sarah Borwell Elizabeth Thomas         | 7:62, 6:2         |
| 24. | September 2008 | Albuquerque      | ITF $75.000 | Hartplatz         | Carly Gullickson     | Jorgelina Cravero Betina Jozami        | 6:3, 6:4          |
| 25. | Oktober 2008   | Lawrenceville    | ITF $50.000 | Hartplatz         | Carly Gullickson     | Yayuk Basuki Romana Tedjakusuma        | 3:6, 6:4, [12:10] |
| 26. | April 2009     | Dothan (Alabama) | ITF $75.000 | Sand              | Carly Gullickson     | Jekaterina Bytschkowa Alexandra Panowa | 2:6, 6:1, [10:6]  |
| 27. | Mai 2010       | Charlottesville  | ITF $50.000 | Sand              | Carly Gullickson     | Alexandra Mueller Ahsha Rolle          | 6:4, 6:3          |
| 28. | Oktober 2010   | Kansas City      | ITF $50.000 | Hartplatz         | Abigail Spears       | Lauren Albanese Irina Falconi          | 6:2, 4:6, [10:3]  |
| 29. | Februar 2011   | Rancho Santa Fe  | ITF $25.000 | Hartplatz         | Mervana Jugić-Salkić | Shūko Aoyama Remi Tezuka               | 6:0, 6:2          |
| 30. | März 2011      | Hammond          | ITF $25.000 | Hartplatz         | Christina Fusano     | Mervana Jugić-Salkić Melanie South     | 6:3, 6:3          |